# Банияс
 Тази статия е за града в Северозападна Сирия.  За реката вижте Баниас.  За историческия град в Южна Сирия вижте Баниас (град).
Банияс (на арабски: بانياس) е пристанищен град в Северозападна Сирия.
Населението му възлиза на 41 632 души към 2004 г. Той е административен център на едноименни минтака (околия) – със 176 351 жители, и нахия (община) – с 94 832 жители (2004), в мухафаза (провинция) Тартус.
Разположен е на 55 км на юг от Латакия и на 35 км на север от Тартус на сирийския бряг на Средиземно море. През града протича неголямата река Банияс, вливаща се в морето.
Във времената на финикийците е бил важен морски порт. На древните гърци е бил известен като Балемия. Славил се е със своите градини и износ на дървесина.
Днес е известен с нефтопреработващия си завод, електроцентралата и пристанището. В него, както и преди, има цитрусови градини, обкръжени от зелени хълмове.
На такъв хълм на височина около 420 м е разположена цитаделата Маркат, построена от тъмен базалтов камък от кръстоносци.